# William Graham (tiền vệ chạy cánh)
William Graham là một cầu thủ bóng đá người Anh thi đấu ở vị trí tiền vệ chạy cánh.